# 東京消防庁航空隊
東京消防庁航空隊（とうきょうしょうぼうちょう こうくうたい）は、東京消防庁装備部に所属する、消防ヘリコプターによる各種消防・救急活動を任務とする部隊。日本の消防機関の中で最初に設置された航空隊であり、1967年（昭和42年）に活動を開始した。

## 概要

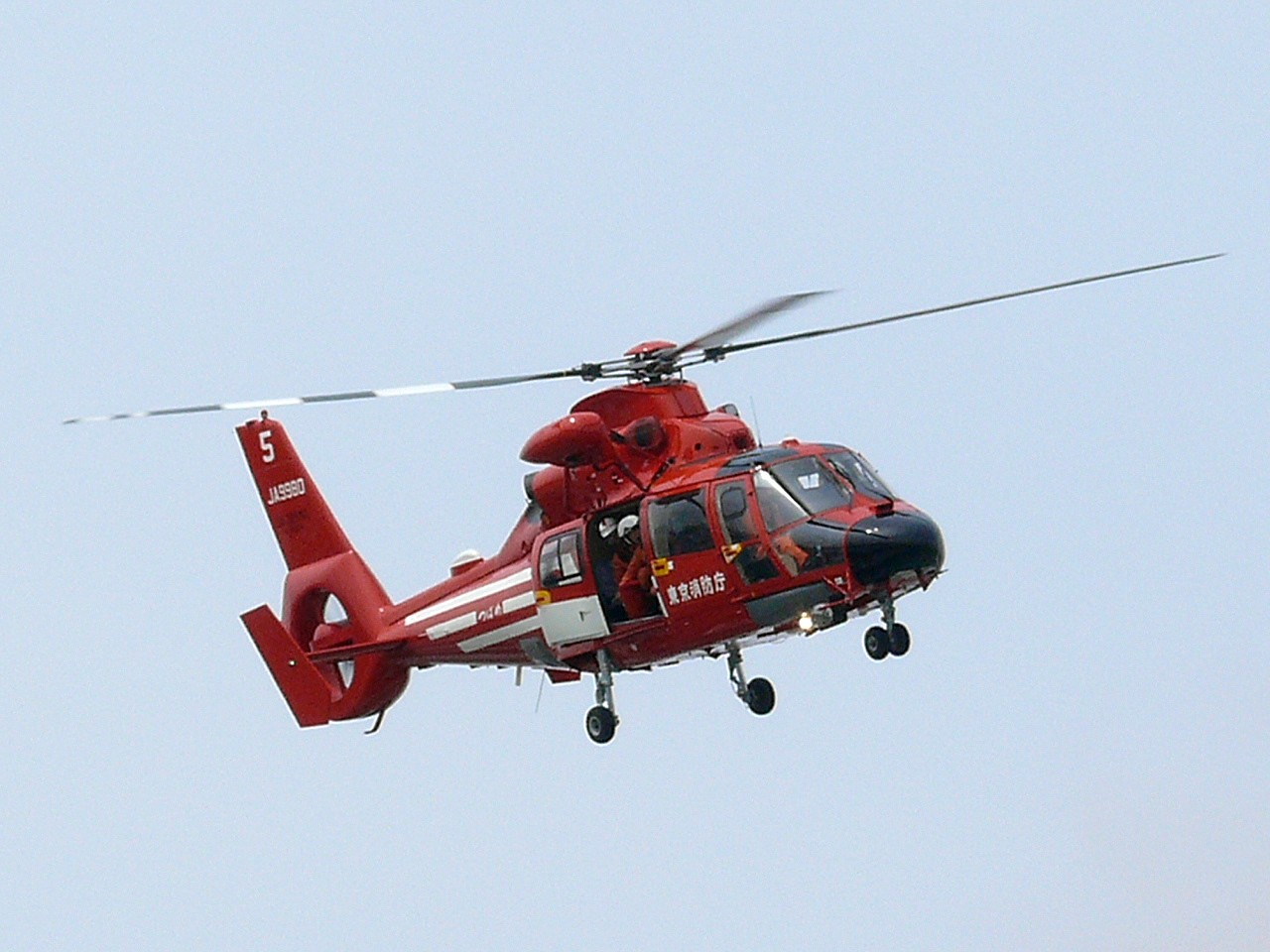
SA365N1型「つばめ」

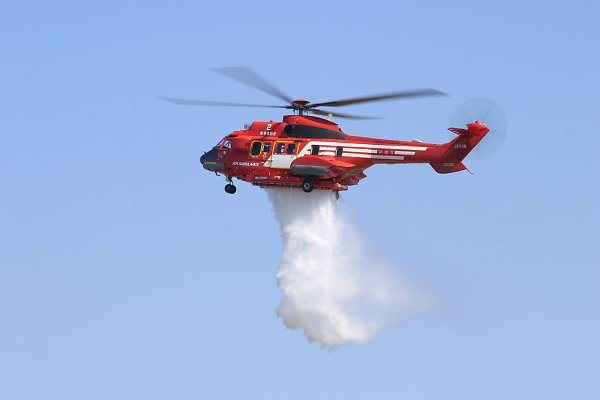
ヘリコプターによる空中消火
（AS332L1型「ひばり」）

消防ヘリコプターにより、上空から消防情報活動、消防・救助活動、救急活動を行うことを任務とする。ヘリコプター8機を装備（中型機：「AS365N2型」1機、「AS365N3型」3機。大型機：「AS332L1型」1機、「EC225LP型」3機）。機体は伝統的にフランス製のものを採用しており、塗装は赤を中心としたものである。運用拠点は、立川飛行場と東京ヘリポートの二ヶ所。
航空隊のパイロット養成は、消防学校を卒業して現場の消防署勤務経験のある消防吏員（消防官）の中から適性試験の合格者が操縦士候補生として航空隊に配属され、外部のフライトスクールで事業用操縦士の免許を取得する。操縦士や整備士資格者など資格者の特技採用は行っていない。東京消防庁航空隊の操縦士、整備士、航空無線担当、航空救助員（特別救助隊有資格者）、航空救急員（救急救命士有資格者）は全員、消防学校を卒業した消防吏員である。
ちなみに航空救助員は特別救助隊の隊長経験者、航空救急員は救急隊の隊長経験者から選抜しており、いずれも階級が消防司令補である。
航空救助員に関しては山岳救助隊や消防救助機動部隊（ハイパーレスキュー）で航空救助連携隊の経験者が多い。
また、航空隊と同じく立川広域防災基地内に配置されている第八消防方面本部消防救助機動部隊（ハイパーレスキュー）が航空救助連携隊に指定されており、航空救助員と共にヘリに搭乗して救助活動を行う事も多い。第八方面消防救助機動部隊以外にも救助活動のためにあらかじめ指定されている特別救助隊や山岳救助隊、臨港・調布水難救助隊なども航空搭乗指定隊や航空連携降下指定隊に指定されている他、消防救助機動部隊は全部隊が航空連携降下指定隊及び機動航空連携隊として航空隊のヘリコプターと連携した救助・救急活動にも対応している。
2016年（平成29年）1月6日に航空隊内に空のハイパーレスキューである航空消防救助機動部隊（通称：エアハイパーレスキュー）が発隊。航空隊経験者より若手隊員の養成が進められ、これまで少数の航空救助員・航空救急員に必要に応じて特別救助隊や消防救助機動部隊の隊員が同乗して対応していた体制から航空隊に常時複数の救助隊員が確保される体制となった。
これに合わせて東京ヘリポート内にある江東航空センターを改築し、それまで航空隊本部は立川広域防災基地内の立川飛行場にある多摩航空センターが担ってきたが、今後は改築された江東航空センターが航空隊と航空消防救助機動部隊（エアハイパーレスキュー）の本部となる。
2017年9月20日、総飛行時間が8万時間を超えたが、創設以来50年間、無事故での活動が続いてた点を高く評価され、同年の第70回「都民の消防官」で特別表彰された。

## 任務
- 救助活動
  - 山岳救助 - 奥多摩や高尾山等での山岳遭難時の行方不明者の捜索活動や滑落事故の要救助者の救出救助活動。
  - 水難救助 - 河川や東京湾の水難事案、洪水災害等での救出救助活動。
  - 火災救助 - 2007年に名古屋市消防局航空隊に次ぐ2例目として高層建物火災から逃げ遅れをホイスト救出に成功している。2019年にも同様にホイスト救出に成功。
- 航空救急
  - 救急搬送 - 脳死移植の臓器搬送も行っている
  - ドクターヘリ的運航 - 医師が消防ヘリに同乗する東京型ドクターヘリ。
- 空中消火 - 山火事や国内で唯一高層建物の消火にも対応する。
- 情報収集 - 火災や大規模災害時等に上空からの情報収集
- 緊急消防援助隊 - 東京都隊航空小隊として全国の被災地へ広域応援活動。
- 国際消防救助隊（IRT） - 国際緊急援助隊救助チーム（JDR）の一員として海外の被災地へ広域応援活動。3回の派遣実績あり。

## 編制
- 航空隊長（消防司令長）
  - 第一飛行隊 - 3部交替制勤務の操縦士が在籍し、24時間即応できる体制になっている。
  - 第二飛行隊 - 毎日勤務の操縦士が在籍し、日中の飛行運用を担当している。
  - 航空救助係 - 航空消防救助機動部隊に関する業務全般を担う。また、江東航空センターにてヘリコプターと消防車両で24時間災害対応を行っている。
  - 総務係 - 航空隊内の庶務を担当。
  - 航空管理係 - 航空隊の航空機運用計画等を担当。操縦士、整備士、航空無線担当等が含まれる。
  - 多摩管理係 - 多摩航空センターにて操縦士、整備士、航空救助員及び航空救急員が在籍。
  - 整備係 - 整備士が在籍。
  - 整備補給係
  - 整備教育係　- 整備士が在籍。
- 江東航空センター（東京ヘリポート）
  - 江東飛行隊
  - 航空消防救助機動部隊（エアハイパーレスキュー） - 機動救助隊・機動救急隊
- 多摩航空センター（立川飛行場（立川広域防災基地内））
  - 多摩飛行隊
  - 航空消防救助機動部隊（エアハイパーレスキュー） - 多摩分隊

## 航空消防救助機動部隊(エアハイパーレスキュー)
- 空の消防救助機動部隊（ハイパーレスキュー）である航空消防救助機動部隊（通称：エアハイパーレスキュー、英表記：Air　Fire　Rescue Task　Forces）は東日本大震災等の教訓から陸上からでは消火や救助が困難な災害や首都直下地震に対応するため航空隊に設置された。2016年1月6日に東京消防庁出初式にて発隊式が行われて正式に運用を開始した。隊記号はAHR。
- 隊員は特別救助隊資格者や救急救命士資格者の中から高度な救出救助技術を持つ者を選抜している。見分けが付くように救助隊員のヘルメットの頭頂部には赤色のつばめマーク（稲妻マーク）、救急救命士のヘルメットの頭頂部には赤文字でAと書いてある。
- 江東航空センターと多摩航空センターの都内東西2カ所にヘリコプター各4機と人員総勢45名で隊員約10名からなる専門部隊を3班編成している。江東航空センターに機動救助隊と機動救急隊、多摩航空センターに多摩分隊が置かれている。
- 部隊には高層建物火災に対応するためにヘリから水平放水が可能なブーム式消火装置、土砂災害や大雪で孤立した地区での救出活動を行う事を想定してヘリに吊り下げて一度に15人を救助可能な大量救出用ゴンドラやヘリに吊り下げ可能なスズキ・ジムニーベースの孤立地域等対策車（査察広報車）及び車両を吊り下げる装置など新装備を導入した[9][10]。今後も大型機の追加配備をして体制を強化する。
- 江東航空センターには新たに救助車、高規格救急車、消防ポンプ車も配備しており、同部隊は陸上の一般災害にも対応する。
- 大規模災害時には緊急消防援助隊の東京都隊や国際消防救助隊（国際緊急援助隊）として国内外にも応援出場する。
- なお、航空消防救助機動部隊の発隊前は少数の航空救助員と救急員が配置されているのみで必要に応じて特別救助隊や消防救助機動部隊、山岳救助隊が同乗して対応していたが同部隊の発隊により常時複数の航空救助要員が確保された。

## 創設の経緯
東京消防庁へのヘリコプター導入以前（昭和30年代初頭）の首都圏や伊豆諸島方面には、ヘリを用いたエアレスキュー隊は近隣の航空自衛隊や海上自衛隊の救難部隊しかなく、その後は1963年（昭和38年）から1969年（昭和44年）まで陸・海・空の三自衛隊で編制されたヘリ救難部隊の「特別救難隊」による救難救助や急患輸送が行なわれていた。1967年（昭和42年）よりは、東京都市圏でのエアレスキュー任務の一翼を担う形で東京消防庁航空隊の運用が開始された。

## 機体
- ちどり「アグスタウエストランド AW139」（ユーロコプター AS365から更新[11]）
- ひばり「ユーロコプター AS332」
- かもめ「ユーロコプター AS365」
- ゆりかもめ「ユーロコプター EC225」
- つばめ「ユーロコプター AS365」
- はくちょう「ユーロコプター EC225」（AS 332から更新）
- こうのとり「ユーロコプター EC225」
- おおたか「ユーロコプター AS365」（総務省消防庁の機体を無償使用）

## 活動実積
- 都内の重大事故等[12]
  - 1982年2月：ホテルニュージャパン火災
  - 1982年2月：日本航空機羽田沖墜落事故（13名救出）
  - 1995年3月：地下鉄サリン事件
  - 2000年3月：営団日比谷線中目黒駅構内列車脱線衝突事故
  - 2001年9月：歌舞伎町ビル火災
  - 2007年6月：渋谷温泉施設爆発事故
  - 2007年9月：平成19年台風第9号多摩川水難救助（11名を救出）
  - 2008年6月：秋葉原無差別殺傷事件
  - 2008年8月：熊野町ジャンクション火災事故
  - 2014年2月：平成26年の大雪災害
  - 2015年7月：調布市PA-46墜落事故
  - 2017年10月：平成29年台風第21号多摩川水難救助活動
  - 2019年10月　令和元年東日本台風（台風19号）
- 広域応援や消防相互応援協定等としての活動[12]
  - 1983年5月：日本海中部地震
  - 1983年10月：三宅島噴火災害
  - 1985年8月：日本航空123便御巣鷹山航空機墜落事故（ひばり JA9610にて生存者２名を救助）
  - 1986年11月：伊豆大島噴火災害
  - 1990年10月：伊豆大島噴火災害
  - 1993年7月：北海道南西沖地震
  - 1995年1月：阪神・淡路大震災
  - 1997年3月：山梨県勝沼町林野火災
  - 1998年2月：長野オリンピック
  - 2000年4月：九州・沖縄サミット
  - 2000年6月：三宅島火山活動
  - 2008年7月：北海道洞爺湖サミット特別警戒
  - 2011年7月：平成23年7月新潟・福島豪雨
  - 2012年11月：三宅島山火事
  - 2013年10月：平成25年台風第26号に伴う伊豆大島土砂災害
- 緊急消防援助隊としての活動[13][14]
  - 1998年9月：岩手県内陸北部地震
  - 2000年4月：北海道有珠山火山活動
  - 2003年9月：栃木県黒磯市ブリヂストン栃木工場火災
  - 2004年7月：新潟・福島豪雨災害
  - 2004年10月：新潟県中越地震災害
  - 2007年3月：能登半島地震
  - 2007年7月：新潟県中越沖地震 
  - 2008年7月：岩手県沿岸北部地震
  - 2008年6月：岩手・宮城内陸地震
  - 2011年3月：東北地方太平洋沖地震に伴う東日本大震災（271人救出、内ホイスト救助人員110人）
  - 2014年9月：長野県御嶽山噴火災害
  - 2014年11月:長野県神城断層地震
  - 2015年9月：平成27年台風第18号に伴う平成27年9月関東・東北豪雨災害 (茨城県常総市)
  - 2016年4月：熊本地震 (2016年)
  - 2016年8月：平成28年台風第10号による水害
  - 2018年7月：平成30年7月豪雨
  - 2018年9月：北海道胆振東部地震
  - 2019年10月:令和元年東日本台風（台風19号）
  - 2021年2月：栃木県足利市の林野火災
  - 2024年1月：令和6年能登半島地震
- 国際消防救助隊（国際緊急援助隊救助チーム）としての活動[15]
  - 1991年4月：バングラデシュ人民共和国サイクロン
  - 1997年9月：インドネシア森林火災
  - 2004年12月：インドネシア共和国スマトラ島沖地震

## 事故
- 2019年10月13日: 午前８時半頃、東京消防庁がエアハイパーレスキューを福島県内に派遣[16]。令和元年東日本台風（台風19号）で浸水被害が発生していた福島県いわき市で、要救助者の77歳女性を隊員がヘリに収容する任務（ホイスト救助）中に事故が起きた。女性はエバックハーネスを装着したがフックの取り付けが行われず、その状態で隊員に抱えられて40mの高さまで引き上げられた。しかし午前10時2分に隊員が女性をヘリの中に収容しようと手を伸ばしたところ支えきれずに落下、全身を強く打ち死亡した[17][18][19][20][21][22]。本来は要救助者と一緒に吊られる隊員が自身と要救助者のフックを取り付け、地上に残る補助の隊員が確認するという手順であったが、この手順が守られておらず、補助の隊員が吊られる隊員のフックを付け、吊られる隊員は要救助者のフックの取り付けをせず、補助の隊員も要救助者のフックの確認を怠ったのが原因と推測できることが東京消防庁の記者会見で判明した[23][18]。